# Zita Kabátová
Zita Kabátová, provdaná Králová, později Zavřelová (27. dubna 1913 Praha – 27. května 2012 Praha), byla česká herečka, jedna z filmových hvězd přelomu 30. a 40. let 20. století.

## Život
Otec Benno Kabát (* 1884) byl architekt a památkář, matka Anna Natalie, rozená Masopustová (* 1891), byla dcera pražského obchodníka. Otec pracoval na opravách chrámu svatého Mikuláše na Malé Straně a opravách dalších malostranských staveb. Hrál ochotnicky divadlo a psal divadelní hry pro loutkové divadlo. Matka hrála jako ochotnice v Malostranské besedě. Bratrancem matky byl Josef Šváb-Malostranský – pražský kabaretiér a první český filmový herec.[zdroj?]
Od dětství ochotnicky vystupovala v divadle, vedle toho vystudovala gymnázium. Od roku 1935 byla profesionální herečkou. K filmování se dostala brzy poté, když se zúčastnila konkurzu do filmu Sextánka, a místo toho dostala roli ve snímku Světlo jeho očí. Ve druhé půli 30. let a první půli 40. let pak ztvárnila desítky filmových rolí, jedním z jejích nejpopulárnějších filmů byla komedie Přednosta stanice s Vlastou Burianem. Vrcholný výkon podala zejména v romantické komedii Muži nestárnou (1942) po boku Jana Pivce.
Zita Kabátová ve třicátých letech hodně pomáhala s propagací pražské zoo, otevřené 28. září 1931. Se zakladatelem a prvním ředitelem profesorem Jiřím Jandou se znala z dob dětství. Bydleli ve stejném domě na Úvozu, chodila se k němu dívat na zvířata, popisuje Miroslav Bobek.
Po roce 1945 jí přitížilo, že dva filmy natočila za okupace německy pod jménem Maria von Buchlow (jméno její babičky za svobodna – Marie a místo narození babičky – Buchlovice, nikoliv šlechtický predikát); v říjnu 1945 byla Disciplinární radou filmových pracovníků spolu s dalšími vyloučena z filmové činnosti. Zákaz trval do 1. ledna 1946, kdy byla omilostněna. Roku 1946 se vdala za Jerryho Krále, ředitele firmy Zeiss Ikon v Bombaji. Nebylo jí však uděleno vízum a Jerry v roce 1948 zemřel. Aby se uživila po dobu hereckého zákazu, pracovala ve fotoateliéru jako koloratérka a retušérka.
K herecké činnosti se dočasně vrátila v 50. letech pod jménem svého bývalého manžela, jako Zita Králová. Vystupovala ve Vesnickém divadle, v Pražské estrádě nebo v Alhambře. V roce 1956 se provdala za českého sportovce, veslaře-skifaře, československého reprezentanta a olympionika z Letních olympijských her v Berlíně roku 1936 Jiřího Zavřela. Byl redaktorem sportovního prvorepublikového časopisu Star a po okupaci spolupracovníkem Veřejné osvětové služby, vedoucí redaktor měsíčníku Osvěta a vedoucí oddělení Umění všem. Byl oceněn vyznamenáním svatováclavské orlice. V letech 1946–1956 byl vězněn v jáchymovských uranových dolech a v roce 1968 emigroval. V roce 1957 se jim narodil syn Jiří, který nyní žije v USA.
Městem, kam Zita Kabátová ráda jezdila, se stala Kouřim, kde si v 60. letech koupila domek v Růžové ulici (4. října roku 2000 přijala i čestné občanství Kouřimi).
Její přerušená filmová kariéra dostala nový impuls roku 1969 obsazením do vedlejší role ve filmu Hvězda, kde se sešla celá řada prvorepublikových hereček. Zita Kabátová se pak začala znovu objevovat před kamerou (průměrně 1 film za rok), byť se většinou jednalo o menší role. Natáčela až do velmi vysokého věku nad 90 let.
Za svůj život hrála přibližně v 60 filmech. Pro Divadlo Oldřicha Nového (Nové divadlo), kde jeden čas sama vystupovala, dokonce sama napsala jednu autobiograficky laděnou divadelní hru. Roku 2008 vydala ve spolupráci s Marií Formáčkovou vzpomínkovou knihu Bez servítků..., kde vzpomíná na své začátky a na jednotlivé kolegy z filmové branže (medailonky přes 150 osob).
Od roku 2005 žila v léčebně dlouhodobě nemocných (LDN) v pražském Motole, kde dne 27. května 2012, přesně měsíc po svých 99. narozeninách zemřela jako poslední žijící prvorepubliková herecká hvězda. Pohřbena je na Vyšehradském hřbitově v Praze, v hrobě založeném Nadací Život umělce, kde jsou společně uloženy ostatky i dalších českých umělců – např. Vlasty Fabianové, Ljuby Hermanové a Karla Vlacha.

### Otázka šlechtického původu
Média často bez bližšího upřesnění uvádějí, že Zita Kabátová pocházela z umělecky založené šlechtické rodiny Kabátů z Výškovic a Wiesenstreynu. Jedná se o mylnou informaci. Rod pocházel z Příbramska a byl selský a rolnický. Žádné šlechtické předky neměla. Herečka byla též pohřbena v rakvi s erbem tohoto rodu. Ona sama se ve své autobiografii zmiňuje stručně o tom, že její rod pocházel z Francie a do Čech přišel jeden z předků jako doprovod Jana Lucemburského. Erb popsala rozdílně od pozdějšího erbu na rakvi: „....rod má v erbu lilii, jeho tři hvězdy a stoupající měsíc v červeném poli.“ Otec Benno podle úředních záznamů šlechtický predikát nepoužíval.

## Filmografie

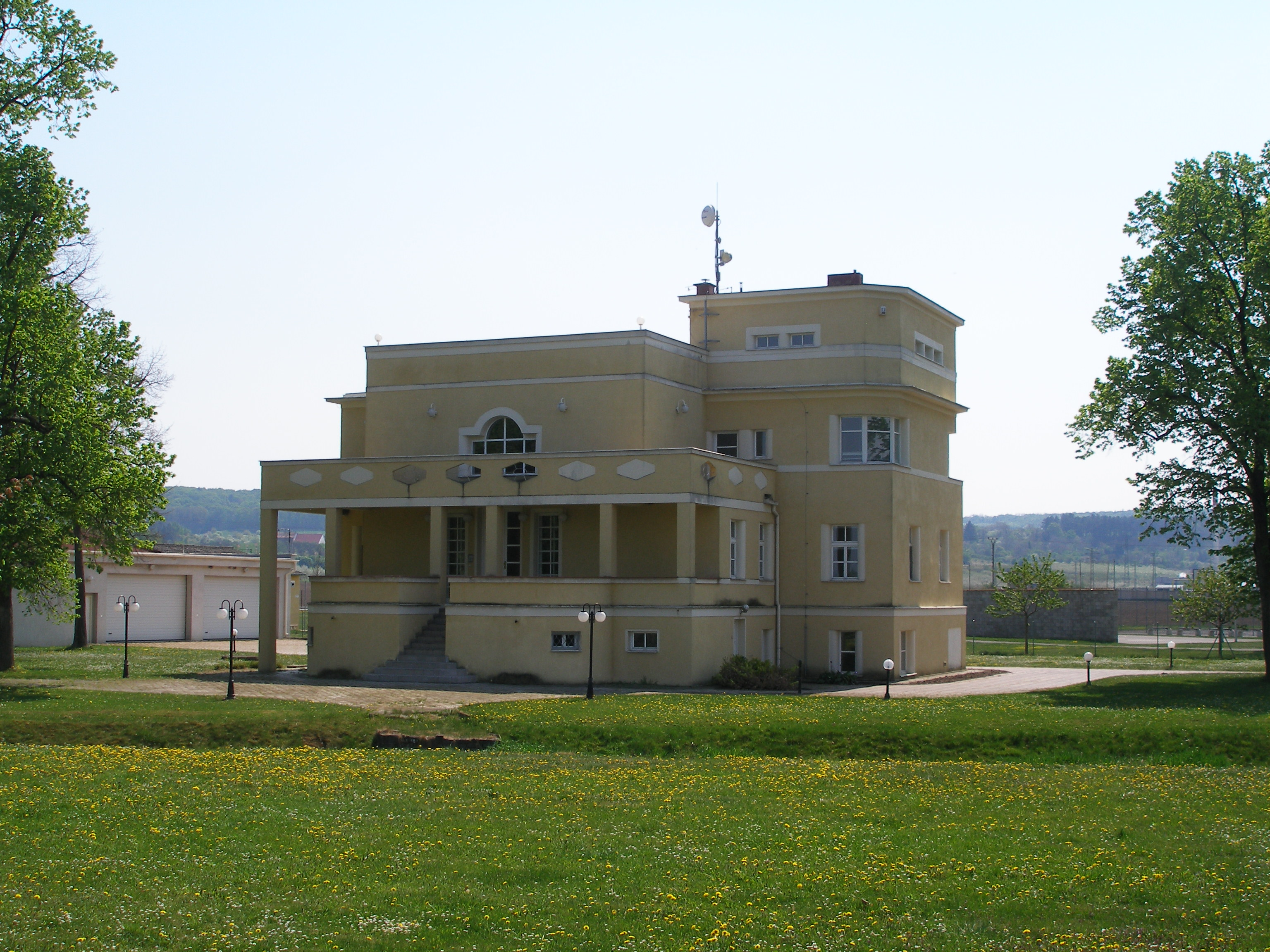
Vila Benno Kabáta v Dobříni, kde pobývala i Zita Kabátová

### Nejstarší tvorba – 1936 až 1945
- Světlo jeho očí (1936 – první role)
- Ulička v ráji – film byl uváděn také pod názvem Dobrodinec chudých psů
- Vzdušné torpédo 48
- Lojzička
- Manželství na úvěr
- Klatovští dragouni
- Kvočna
- Lízin let do nebe
- Rozkošný příběh
- Žena na rozcestí
- Bláhové děvče
- Manželka něco tuší
- Stříbrná oblaka
- Děvče z předměstí
- Její hřích
- Kdybych byl tátou
- Lízino štěstí (pokračování filmu Lízin let do nebe)
- Osmnáctiletá
- Tulák Macoun (s Otomarem Korbelářem)
- U svatého Matěje
- Zlatý člověk
- Žabec
- Ženy u benzinu
- Srdce v celofánu
- Artur a Leontýna
- Madla zpívá Evropě
- To byl český muzikant (film o hudebním skladateli Františku Kmochovi – hlavní role Otomar Korbelář)
- Život je krásný
- Advokát chudých
- Pantáta Bezoušek
- Provdám svou ženu
- Přednosta stanice (s Vlastou Burianem)
- Muži nestárnou
- Zlaté dno (s Vlastou Burianem)
- Počestné paní Pardubické

### Filmy v němčině
- Schicksal am Strom (1944, česky „Osud na řece“)
- Glück unterwegs (1944, česky „Hudbou za štěstím“)

### Novější tvorba – od roku 1969
- Hvězda
- Ženy v ofsajdu
- Svět otevřený náhodám
- Akce Bororo
- Případ mrtvého muže
- Akce v Istanbulu
- Biela stužka v tvojich vlasoch
- Všichni proti všem
- Kulový blesk
- Kam nikdo nesmí
- Kluci z bronzu
- Kaňka do pohádky
- V podstatě jsme normální
- Jak básníkům chutná život
- Zapomenuté světlo
- Modré z neba
- Na lavici obžalovaných justice (TV seriál)
- To jsem z toho jelen (TV seriál)
- Želary
- Mach, Šebestová a kouzelné sluchátko
- Babí léto
- Zlatá brána (TV film)
- Hodinu nevíš...
- Pamětnice